# Heshan (Guangxi)
Pour les articles homonymes, voir Heshan.
Heshan (合山 ; pinyin : Héshān) est une ville de la région autonome du Guangxi en Chine. C'est une ville-district placée sous la juridiction de la ville-préfecture de Laibin.

## Démographie
La population du district était de 142 247 habitants en 1999,dont 69.55 % de Zhuang, groupe ethnique principalement concentré dans cette région.